# 申振君
申振君（1955年3月—），男，河南宁陵人。中华人民共和国政治人物。郑州大学历史系毕业，华中科技大学管理学院管理科学与工程专业在职研究生学历，管理学博士。

## 生平
1978年加入中国共产党。历任共青团河南省委常委、副书记、书记，中共三门峡市委副书记、市长、市委书记等职。2004年3月任河南省国资委党委书记、副主任、中共河南省委组织部副部长。2015年12月，免职。
2015年2月1日，河南省十二届人大四次会议上被补选为省十二届人大常委会委员。

## 争议

### 卢氏县卖官案争议
2001年，三门峡市卢氏县发生了新中国成立以来最大卖官案件-卢氏县卖官案。官媒虽然称这是卖官案件，但是民间一直流传这是县委书记与市委书记的官斗。有人认为前卢氏县县委书记杜保乾下台是因为与时任三门峡市市委书记申振君不和，遭受对方陷害，并非是贪污腐败。杜保乾与申振君不和的原因据称是申振君在担任三门峡市市委书记期间没有到过国家级贫困县卢氏县巡查过一次，引发杜保乾的不满，两人随即走向对立。也有观点认为申振君是为了换上自己的人马，杜保乾的继任者王振伟属于沈振君的亲信。